# سائولیوس بینویچیوس
سائولیوس بینویچیوس (به انگلیسی: Saulius Binevičius) (زادهٔ ۲۳ ژانویهٔ ۱۹۷۹) شناگر اهل لیتوانی است.